# Auxy (Buthiers, Seine-et-Marne)
Auxy ist ein Ortsteil der französischen Gemeinde Buthiers im Département Seine-et-Marne in der Region Île-de-France. Am 1. Januar 2014 hatte Auxy 65 Einwohner. 
Auxy liegt circa einen Kilometer nördlich von Buthiers.